# New Wave 2008
La settima edizione del New Wave si è svolta fra il 23 ed il 28 luglio 2008 presso la Dzintari di Jūrmala.
I vincitori sono stati i georgiani Georgia.

## Partecipanti
| Stato        | Artista            |
| ------------ | ------------------ |
| Armenia      | Mger               |
| Canada       | Jancynthe          |
| Finlandia    | Sofia Zida         |
| Georgia      | Georgia            |
| Germania     | Simon Novsky       |
| Israele      | Vladi              |
| Italia       | Alessandro Ristori |
| Kazakistan   | Chin Town          |
| Kirghizistan | Omar               |
| Lettonia     | Don                |
| Macedonia    | Nokaut             |
| Russia       | Njuša              |
| Russia       | Iriss              |
| Russia       | Music Hayk         |
| Russia       | Elena Maksimova    |
| Ucraina      | Zaklepki           |
| Ucraina      | Mika Newton        |

## Classifica finale
| Stato        | Artista            | Punteggio  | Punteggio  | Punteggio  | Punteggio | Posizione |
| Stato        | Artista            | 1 ° giorno | 2 ° giorno | 3 ° giorno | Totale    | Posizione |
| ------------ | ------------------ | ---------- | ---------- | ---------- | --------- | --------- |
| Georgia      | Georgia            | 117        | 116        | 119        | 352       | 1         |
| Russia       | Iriss              | 117        | 119        | 114        | 350       | 2         |
| Italia       | Alessandro Ristori | 119        | 113        | 115        | 347       | 3         |
| Lettonia     | Don                | 112        | 115        | 115        | 342       | 4         |
| Armenia      | Mger               | 108        | 116        | 117        | 341       | 5         |
| Ucraina      | Zaklopki           | 105        | 117        | 111        | 333       | 6         |
| Russia       | Njuša              | 106        | 106        | 116        | 328       | 7         |
| Israele      | Vladi              | 98         | 119        | 109        | 326       | 8         |
| Kirghizistan | Omar               | 111        | 108        | 106        | 325       | 9         |
| Germania     | Simon Novsky       | 105        | 111        | 107        | 323       | 10        |
| Russia       | Elena Maksimova    | 100        | 107        | 115        | 322       | 11        |
| Ucraina      | Mika Newton        | 100        | 107        | 107        | 314       | 12        |
| Kazakistan   | China Town         | 99         | 109        | 101        | 309       | 13        |
| Bielorussia  | Zio Vaņa           | 95         | 95         | 112        | 302       | 14        |
| Finlandia    | Sofia Zida         | 102        | 97         | 101        | 300       | 15        |
| Macedonia    | Nokaut             | 96         | 102        | 101        | 299       | 16        |
| Canada       | Jancynthe          | 97         | 100        | 99         | 296       | 17        |

## Giuria
- Raimonds Pauls
- Igor Krutoy
- Laima Vaikule
- Konstantin Meladze
- Nikolai Baskov
- Valerij Meladze
- Valeria (cantante)
- Max Fadejev
- Leonid Agutin
- Igor Nikolayev